# Lomatium roseanum
Lomatium roseanum (лат.) — многолетнее травянистое растение, вид рода Lomatium семейства Зонтичные (Apiaceae); редкое растение, произрастающее на западе США от северо-западной Невады и юго-восточного Орегона до северо-восточной Калифорнии.

## Ботаническое описание
Lomatium roseanum — многолетнее растение высотой более 10 см с гладким стволом, в основании несколько опушённым. Корнеплод бугристый, толстый. Листья зелёные, блестящие, перистые с многочисленными мелкими пластинками (менее 1 см); черешок уплощённый и расширен у основания. Цветки жёлтые, со временем до беловатых. Плод — очень узкий крылатый с боков.

## Распространение и местообитание
Ареал Lomatium roseanum чрезвычайно ограничен: растение известно только в округе Уошо в штате Невада и близлежащих местах в юго-восточном Орегоне, где он, возможно, уже истреблён. Предполагается также, что он существует в округе Гумбольдт, штат Невада. Существует менее 20 известных популяций, хотя они могут быть большими.
Произрастает на рыхлой, каменистой почве. Предпочитает сухую базальтовую осыпь глинистых почв. Ассоциируется с сообществом низкорослых кустарников, включая Artemisia arbuscula, Poa secunda, Elymus elymoides, Arenaria aculeata, различные вида флокса, Erigeron linearis и др..

## Экология
Представители этого рода не приспособлены к выживанию после пожаров. Как правило, в этом типе растительного сообщества с полынью Artemisia arbuscula, в котором произрастает Lomatium roseanum бывает недостаточно топлива для поддержания пожаров. Однако, когда это всё-таки случается, эти не приспособленные к огню кустарники обычно погибают и заменяются злаковыми травами рода Taeniatherum и вида костёр кровельный. Восстановление полынной экосистемы требует от 2 до 5 лет.